# Dicranoptycha tennessa
Dicranoptycha tennessa là một loài ruồi trong họ Limoniidae. Chúng phân bố ở miền Tân bắc.